# Neurotoma mandibularis
Neurotoma mandibularis är en stekelart som först beskrevs av Ernst Gustav Zaddach 1866.  Neurotoma mandibularis ingår i släktet Neurotoma, och familjen spinnarsteklar. Arten har ej påträffats i Sverige.